# جبریل دیوارا
جبریل دیوارا (انگلیسی: Djibril Diawara؛ زادهٔ ۳ ژانویهٔ ۱۹۷۵) بازیکن فوتبال اهل فرانسه است.
از باشگاه‌هایی که در آن بازی کرده‌است می‌توان به باشگاه فوتبال لو آور، باشگاه فوتبال کوزنتسا کالچو، باشگاه فوتبال تورینو، باشگاه فوتبال بولتون واندررز، و باشگاه فوتبال موناکو اشاره کرد.